# Clément Benoit II
Clément Benoit II est un poète haïtien, fondateur de la bibliothèque Georges Castera de Limbé et de « Livres en liberté ».

## Biographie
Grandi avec son grand-père, il a hérité son nom. Clément Benoit II commence à écrire dès son jeune âge. Il a fondé la Bibliothèque de Georges Castera de Limbé en 2001. Un an après soit en 2002, il a créé Livres en Liberté et en 2014 la Bibliothèque de Dany Laferrière à Petit Trou de Nippe.
Il a publié Tach Solèy en 2011. Il a été invité en Afrique à la 2e édition du Festival Plumes Francophones en mars 2012. Clément Benoit II est aussi le lauréat du prix poésie créole Dominique Batraville en 2015 avec son recueil de poèmes Koulè lapli en étant suivi par Handgod Abraham. 

## Œuvres
- Tach Solèy, éditions Guahaba, 2011[2].
- Koulè lapli, éditions Guahaba, 2016.

## Distinctions
- 2015, Lauréat du Prix Pwezi Kreyòl Dominique Batraville 2015[4].